# فيلي شيلبي
فيلي شيلبي (بالإنجليزية: Willie Shelby)‏ هو لاعب كرة قدم أمريكية أمريكي، ولد في 24 يوليو 1953 في هاتيسبورغ في الولايات المتحدة.

## روابط خارجية
- فيلي شيلبي على موقع مرجع كرة القدم المحترفة.كوم (الإنجليزية)
- فيلي شيلبي على موقع كلية كرة القدم في سبورتس رفرنس.كوم (الإنجليزية)